# Story (Nederlands automerk)
Story was een Nederlands automerk van de Internationale Automobiel Maatschappij in Den Haag die in het najaar van 1940 begon met de productie van een kleine elektrische auto.

## Geschiedenis
De Story was ten gevolge van de benzineschaarste door de bezetting van Nederland in 1940 oorspronkelijk ontworpen als driewielige trapauto. Tijdens proefnemingen in de praktijk bleek deze aandrijving echter niet te voldoen en werd in september overgeschakeld op montage van elektrische aandrijving op het linker achterwiel, waarbij gekozen was voor een elektromotor van de Utrechtse Elektromotorenfabriek E.M.I..
 Het model was tweepersoons cabriolet, had drie transportfietswielen en was voorzien van een metalen, zelfdragende carrosserie van Pennock met een cabrioletkap, en had een leeggewicht van 350 kg. De maximale snelheid bedroeg ruim 20 km/h bij het rijden op 24 volt en 30 km/h bij 30 volt. Vijf zes-volts accu’s van 85Ah boven de achteras dienden als voedingsbron, waarbij de auto bij 24 volt een actieradius had van 60 km. Een oplader met gelijkrichter kon worden bijgeleverd en meegenomen in de bagageruimte. De uitvoering was luxueus: lederen stoelbekleding op de ruime twee verstelbare zittingen, van veiligheidsglas voorziene voorruiten, twee stadslichten, achterlicht met remlicht, richtingaanwijzers, elektrische claxon, dashboard met daarop een volt- en een ampèremeter, en een achteruitkijkspiegel.
 De eerste productieoplage bedroeg 50 stuks, maar productie van de tweede oplage is er ten gevolge materiaaltekort, c.q. loodaccu's, niet voltooid; 30 stuks werden gefabriceerd, waarvan sommige later van een kleine benzinemotor werden voorzien. 
De bezetter confisqueerde het bedrijf en de Wehrmacht plaatste een te grote order, waardoor het bedrijf niet aan deze verplichting kon voldoen en geliquideerd werd.

## Naam
De Story had oorspronkelijk de naam Study, maar kreeg problemen, doordat deze naam afgeleid kon zijn van het automerk Studebaker, zodat voor de naam Story werd gekozen.

## Nummering
De nummering van de chassis begon bij 100. Een in 1942 aan de Nederlandse Spoorwegen geleverd exemplaar had het nummer 132.
Akkermans · 
Altena · 
Anderheggen · 
Antilope · 
Arnhemsche Machinefabriek  · 
Ataf-Porata · 
Autolette · 
Bambino · 
Belcar · 
Bermuda Buggy · 
BGF · 
Boro · 
Bij 't Vuur · 
Carver · 
Citeria · 
CoTuRa · 
DAF · 
Entrop · 
EWB · 
Eysink · 
Gatso · 
Gazelle ·
Gelria ·
Groninger Motorrijtuigen Fabriek · 
Gruno · 
H.A.M. · Havas · 
Hinde ·
Konings · 
Max · 
Neerlandia · 
Netam ·
Omnia · 
Rizovari · 
Ruiter ·
Ruska · 
Simplex ·
Spyker ·
Story ·
V.L.A.M.